# Castello di Settimo Vittone

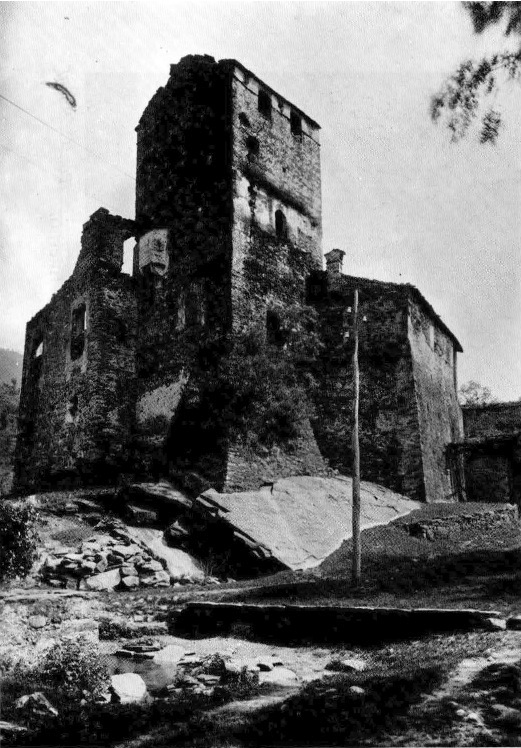
Castello di Settimo Vittone

Il Castello di Settimo Vittone sorge su una rocca che domina il paese di Settimo Vittone, a circa 10 km dalla città di Ivrea, sulla vecchia strada che conduce ad Aosta. Nel VI Secolo, secondo la tradizione locale, a poca distanza dal castello, sarebbe sorto un monastero benedettino.
Probabilmente a difesa di questo convento venne eretta una torre, denominata torre Daniele, dal nome del frate fondatore, mentre intorno all'anno 893 fu fatta costruire da Anscario, marchese d'Ivrea, la fortezza-castello di Settimo. Secondo la leggenda, Asgarda, regina dei Franchi e sorella di Anscario I, fu sepolta all'interno della cinta castellana, poco distante dal complesso paleocristiano formato dalla pieve di San Lorenzo e dal battistero, risalenti al IX secolo.
Nel 1179 il borgo divenne feudo del vescovo d'Ivrea, Germano che lo concesse ai Suzo, primi signori di Settimo Vittone. Alcuni documenti affermano che nel settembre del 1193 Guido II, vescovo d'Ivrea, impose a Corrado di Settimo di rispettare i vercellesi in transito per la vallata e di non esigere dazio per le pietre dei mulini che i Vercellesi producevano. Nel XV secolo tutti i diritti feudali furono acquisiti dagli Enrico (o Henrico) antichi signori dei luoghi, che divenuti conti, si divideranno in vari rami tra cui quello degli Enrico di Setto, discendenti da Fabrizio, che cambierà l'antico cognome in Setto e quello del conte Giacomo Filippo Enrico (o Henrico). Questa consorteria signoreggerà su Settimo Vittone sino al 1859 e fu quella che detenne più a lungo il maniero.
Il Castello fu sosta importante per i pellegrini cristiani provenienti dal Nord Europa diretti a Roma attraverso la via Francigena. A giudicare dalla planimetria e dagli sparsi muri doveva avere dimensioni amplissime, tali da considerarlo il castello il più imponente di tutta l'area della Dora Baltea. Nel XVI secolo, Carlo III di Savoia lo fece smantellare. Fu ricostruito di seguito con le fattezze di una villa residenziale.